# Ilchester
Pour l’article homonyme, voir Ilchester (Maryland).
Ilchester est un village et une paroisse civile situé sur la rivière Yeo, huit kilomètres au nord de Yeovil, dans le comté anglais du Somerset. La paroisse civile, qui inclut le village de Sock Dennis (connu aussi sous le nom de Stock-Dennis'), comporte  2 021 habitants.

## Histoire

### Époque romaine
À l'époque romaine, le village s'appelait Lindinis et était le site d'un fort puis d'un village sur la Fosse Way. Lindinis a aussi été une des deux capitales régionales des Durotriges. Il y a des preuves d'occupation continue de l'époque romaine à l'époque saxonne.

### Époque médiévale
Aux alentours de l'an 1000, avant le siège d'Ilchester de 1088, la fabrique de monnaie d'Ilchester est déplacée à South Cadbury à la suite d'une attaque des Danois.
Dans le Domesday Book, le village de Sock Dennis appartient à Robert de Mortain. À partir du milieu du XIIIe siècle, on parle du lieu comme d'un manoir. Le nom du lieu vient de sock, probablement un marais ou un ruisseau, et de Denis, le nom de famille d'un des successeurs de Guillaume le Danois, un des propriétaires au XIIe siècle.
Le monastère d'Ilchester est fondé entre 1221 et 1260 par des dominicains. Les bâtiments sont agrandis aux XIIIe siècle et XIVe siècle jusqu'à ce que le site atteigne une taille de  1,6 hectare, et au XVe siècle, le monastère s'étend hors des murs de la ville. Il semble que Roger Bacon y soit né, en 1213 ou 1214. Le monastère est dissous en 1538, au moment de la dissolution des monastères mais les bâtiments continuent à être utilisés comme fabrique de soie puis comme prison pour les quakers jusqu'à leur démolition au début du XIXe siècle.
Le couvent d'Ilchester (qui a aussi été appelé Blanchesale) est fondé aux alentours de 1217-1220 comme hôpital Whitehall. Il devient un couvent augustin en 1281. L'hôpital originel a été créé à la suite du don de bâtiments par William Dennis (Dacus) de Sock Dennis. Au début du XIVe siècle, des questions sont soulevées sur la gestion du couvent et sur la pauvreté réelle des nonnes. Le bâtiment est agrandi en 1370. Le couvent est dissous en 1463, la chapelle est fermée en 1548. Des ruines du couvent existent encore en 1791, mais les pierres restantes sont utilisées pour construire la Castle Farm.
Ilchester sert de base pour Henri III d'Angleterre en 1250.
Au XIe siècle et XIIe siècle, Ilchester est le chef-lieu de comté du Somerset. La ville détient une masse cérémonielle du XIIIe siècle avec trois rois et un ange sculptés dessus, c'est le plus ancien sceptre en Angleterre.
Une zone de Ridge and furrow est bien préservée à Sock Dennis.
Il y avait une église dans le village de Sock Dennis en 1286, c'était l'église fille de celle de Yeovil. Elle valait £7 15s en 1297. L'église disparait en 1575. Une porte du XVIe siècle appartenant probablement à l'église est incorporée à une ferme de Sock Dennis farm, qui est tout ce qui reste du village.

### Époque Géorgienne
Le siège d'Ilchester au parlement est détenu par Sir William Manners (plus tard Lord Huntingtower) en 1802, 1812 et 1818. Cependant il est dit qu'il a gardé ce poste en démolissant les maisons de ses opposants et en les plaçant dans les Workhouse, ce qui leur enlevait leur droit de vote. Il est battu par Lord Darlington qui construit des maisons pour ses supporters et entre ainsi au parlement.
En 1861, la population de Sock Dennis est de 26 habitants, 22 en 1901, 23 en 1951.

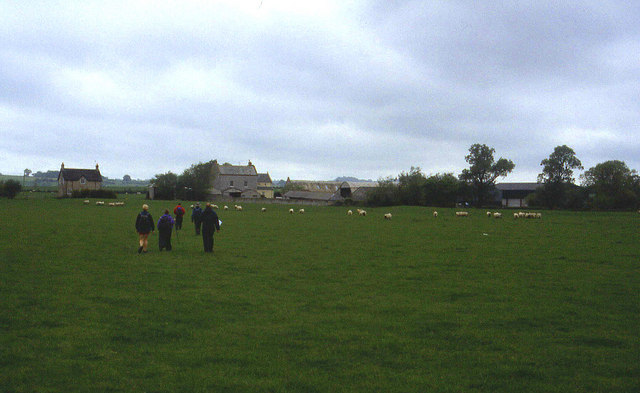
Ferme de Sock Dennis

Après la destruction de l'église de Sock Dennis, le village est quasiment dépeuplé et il perd ses droits paroissiaux. En 1884, la taille de Sock Denis est réduite au profit de la paroisse de Tintinhull. En 1957 la paroisse civile est abolie et  1,62 km2 du village sont transférés avec 11 habitants sur Ilchester, et 1,16 km2 du village avec 12 habitants sont transférés sur Tintinhull.

## Églises

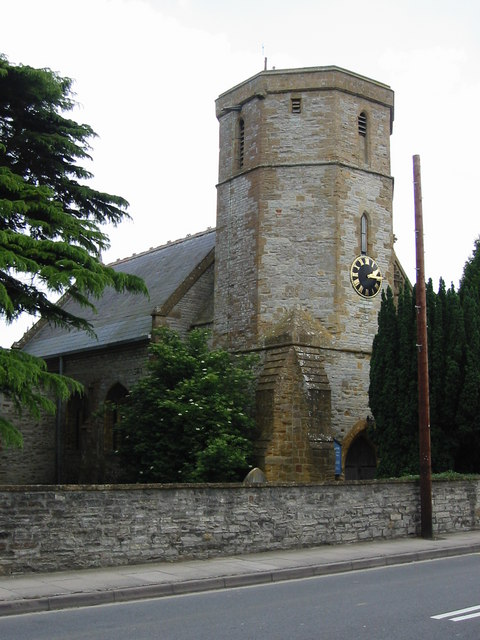
Église Sainte Mary Major, Ilchester.

Ilchester avait au moins huit églises à l'époque médiévale, deux existent encore en 2010, l'église Sainte Mary Major date du XIIIe siècle et est Grade II* sur la liste des monuments classés et l'église Saint Andrew qui est plus récente bien qu'elle soit située sur un ancien site romain. L'église Saint Andrews est gérée par le Churches Conservation Trust.

## Personnalités

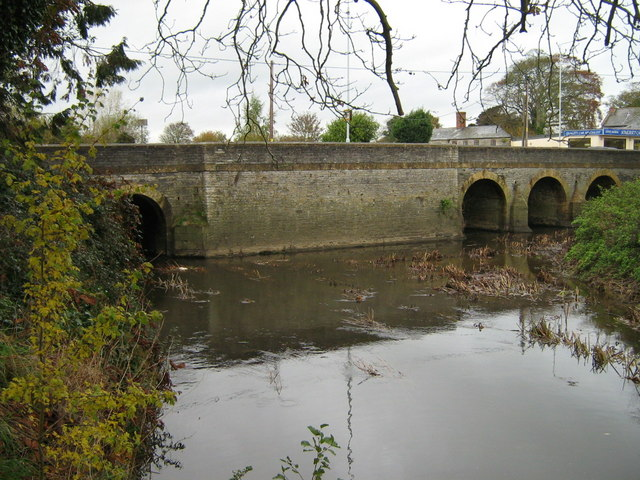
Pont sur la rivière Yeo

- Richard d'Ilchester, aussi appelé Richard de Toclyve ou Richard de Toclive (mort le 22 décembre 1188) est un prélat et homme d'état médiéval.
- Roger Bacon, un scientifique médiéval, est censé être né à ou près d'Ilchester[12].
- William Arnold, un des fondateurs de la colonie de Rhode Island et des plantations de Providence, un des treize propriétaires originels de Providence et un des douze fondateurs de la first Baptist Church in America[20].

## Sources
- (en) Cet article est partiellement ou en totalité issu de l’article de Wikipédia en anglais intitulé « Ilchester » (voir la liste des auteurs).